# Свети Йоан Предтеча (Пожарско)
„Свети Йоан Предтеча“ (на гръцки: Αγίου Ιωάννη του Προδρόμου) е възрожденска православна църква в изоставената Горна махала на мъгленското село Пожарско (Лутраки), Гърция, част от Воденската, Пелска и Мъгленска епархия.
Според традицията църквата е построена около 1800 година, но архитектурните особености говорят за средата на XIX век. В архитектурно отношение е трикорабна базилика с женска църква и трем на запад и юг. Има три входа – два от юг и един от запад. Прозорците са малки. Самостоятелната кула-камбанария на запад от храма по-късно е разрушена. Женската църква на запад има красиви дървени парапет и решетка. Колоните са кръгли – измазани дървени стълбове. Царските двери са резбовани. Църквата е изписана в последните десетилетия на XIX век. Над южния вход от вън има стенопис на светеца покровител. Забележителна е преносимата икона на Архангел Михаил от 1871 година.
Църквата е обявена за исторически паметник на 5 април 1999 година.